# Христіан Пйотр Айгнер
Христіан Пйотр Айгнер (пол. Chrystian Piotr Aigner; 1756, Пулави — 9 лютого 1841 Флоренція) — польський архітектор епохи класицизму.

## Біографія
Народився 1756 року (хрещений 30 квітня 1756 року). Навчався архітектурі у Римі. Підтримав повстання Костюшка в 1794 році. З 1817 року — професор відділення витончених мистецтв Варшавського університету. З 1825 року жив в Італії.
У Царстві Польському був нагороджений орденом святого Станіслава 3-го ступеня.
Помер у Флоренції 9 лютого 1841 року.

## Архітектурна діяльність

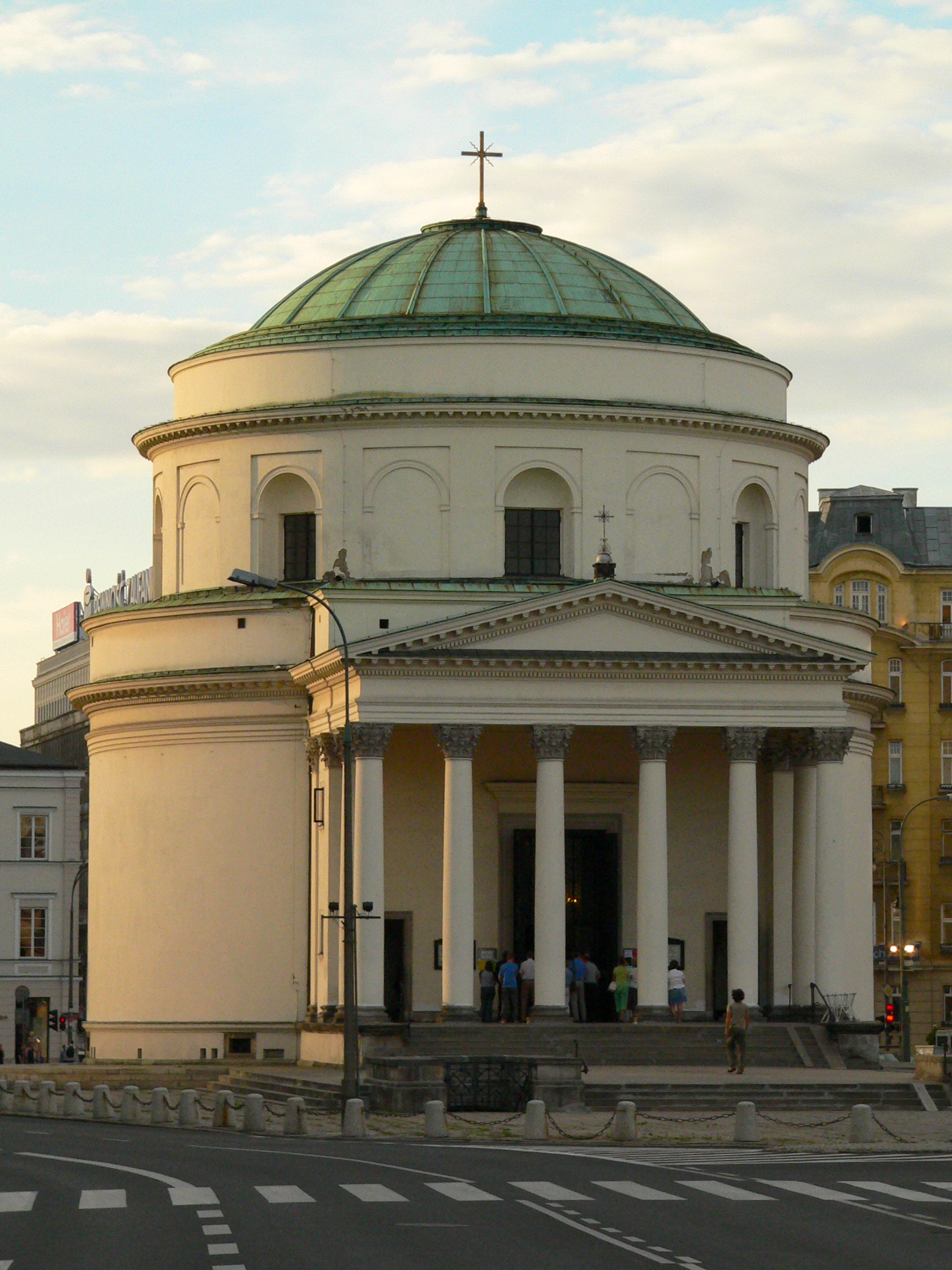
Костел св. Олександра.

- В 1808 році в Каліші проєкутував споруджений легіоном генерала Зайончека пам'ятник Наполеону I та у 1810 році пам'ятник Копернику;
- В Пулави проєктував резеденцію Чарториських (1785—1810; парк, перебудова палацу — 1809; «Готичний будинок» — 1801; «Храм Сівілли») і костел (1800—1803)[4];
- У Варшаві протягом 1818—1819 років перебудував палац Радзивіллів (палац намісника); у 1818—1825 роках побудував костел святого Олександра; у 1819—1824 роках — обсерваторію; у 1823—1824 роках разом із С. К. Потоцьким побудував колодязі на площі Красінських[4];

Розробив типові проєкти житлових, громадських і промислових будівель, які отримали в Польщі широке застосування. Автор теоретичних робіт, в тому числі «Міркування про древні і слов'янські святині». Написав короткий посібник про бойові коси і піки, в якому виклав теорію і методи використання їх косіньерамі на полях битв.